# Britse Formule Ford
De Britse Formule Ford is een Formule Ford kampioenschap. Het bestaat sinds 1967 en is een opstapklasse naar de Formule BMW ADAC of de Formule Renault BARC. Er doen 24 teams mee. Een auto kost £22.000,00. Net zoals bij de Nederlandse Formule Ford zijn hier ook twee klasses: Duratec en Zetec.

## De auto
Alle auto's rijden met een Ford motor, Zetec of Duratec. In de Britse Formule Ford worden de auto's gemaakt door: Van Diemen, Mygale, Ray, Spectrum, Spirit en Swift. De auto's zijn gemaakt van staal om de prijs laag te houden. De Duratec motoren hebben een inhoud van 1600cc. De DOHC 16v Duratec motor heeft ook 1600cc maar is 20 kg lichter. Alle auto's rijden met Avon banden.

## Kampioenen
| Jaar | Coureur            | Team                       |
| ---- | ------------------ | -------------------------- |
| 2009 | James Cole         | Jamun Racing               |
| 2008 | Wayne Boyd         | Jamun Racing               |
| 2007 | Callum MacLeod     | Jamun Racing               |
| 2006 | Nathan Freke       | Jamun Racing               |
| 2005 | Charlie Donnelly   | Jamun Racing               |
| 2004 | Valle Mäkelä       | Nexa Racing                |
| 2003 | Tom Kimber-Smith   | Panasonic Batteries Racing |
| 2002 | Westley Barber     | Duckhams                   |
| 2001 | Robert Dahlgren    | Craig Murray Racing        |
| 2000 | James Courtney     | Van Diemen                 |
| 1999 | Nicolas Kiesa      | Haywood                    |
| 1998 | Jenson Button      | Haywood                    |
| 1997 | Jacky van der Ende | -                          |

## Tv
In Groot-Brittannië wordt de Formule Ford uitgezonden door Sky Sports 1, 2, 3 en Extra. En door Motorsport TV.